# Rubén Eduardo Acosta
Rubén Eduardo Acosta (ur. 21 lipca 1978 w Buenos Aires) – argentyński bokser kategorii superśredniej.

## Kariera zawodowa
Jako zawodowiec zadebiutował 12 kwietnia 2002 roku. Do końca 2009 roku stoczył 31 pojedynków, z których 23 wygrał, 5 zremisował i 3 przegrał. W tym czasie zdobył tytuły: WBC Mundo Hispano, WBO Latino oraz mistrzostwo Ameryki Południowej.
9 stycznia 2010 roku zmierzył się z Robertem Stieglitzem o mistrzostwo świata WBO w wadze superśredniej. Acosta przegrał przez TKO w piątej rundzie, będąc wcześniej dwukrotnie liczonym.